# 蘇鎮區 (愛荷華州克萊縣)
蘇鎮區（英語：Sioux Township）是位於美國愛荷華州克萊縣的一個行政鎮區。

## 地方資料
根據2010年美國人口普查的數據，蘇鎮區的面積為78.87平方千米，當中陸地面積為78.78平方千米，而水域面積為0.09平方千米。當地共有人口395人，而人口密度為每平方千米5.01人。